# 倭文神社 (湯梨濱町)
35°29′25″N 133°54′11″E / 35.490372°N 133.902967°E
倭文神社（日语：／ Shitori-Jinja、 Shizuri-Jinja */?）是日本鳥取縣東伯郡湯梨濱町大字宮內的神社，社格是式內小社、伯耆國一宮、國幣小社和別表神社，別當寺可能是安樂寺，神宮寺則推測是乘蓮寺，主祭神是建葉槌命。氏子數目方面，根據《府縣鄉社明治神社誌料》、《日本社寺大觀》和《鳥取縣神社誌》記載是521戶，神社本廳出版的《神社名鑑》稱是470戶，《式內社調查報告》則指是511戶，氏子區域是宮內、藤津、福永、長江、宇野和宇合。文化財方面，神社境內的伯耆一宮經塚是日本國史跡，其出土文物則是日本國寶。

## 位置與名稱

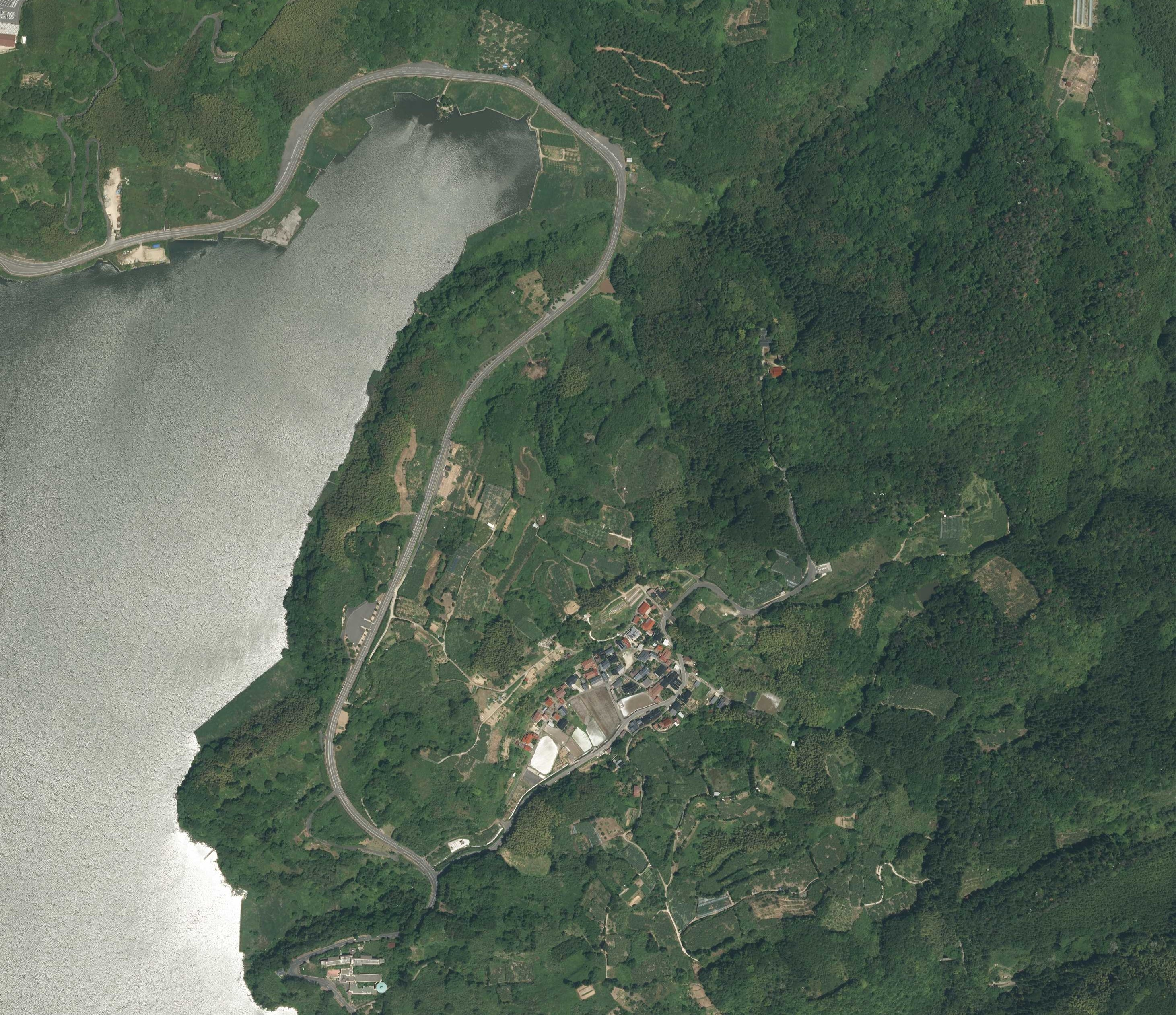
倭文神社一帶的俯瞰圖

神社位於伯耆國東部，東鄉池以北，御冠山西面的丘陵，以南500米是宮內集落，西北約兩公里處是馬山古墳群，西南約3公里則是松崎站。行政區劃方面，神社原屬伯耆國河村郡舍人鄉，後為舍人村、東伯郡舍人村和東鄉町，大字是宮內，字是宮坂，地號是1。
神社名稱源於當地在古時的主要產業為一種叫倭文的紡織品，根據《延喜式》中院家本，發音是Shitori（シトリ），九條家本是Shitsuno（シツノ），吉田家本同時列出兩者，《神名帳考證》和《神祇志料》是Shitorino（シトリノ），《伯耆民談記》是Shitori（しとり），《神社覈錄》則是志圖利。此外，根據《伯耆民談記》和《伯耆志》記載，神社也稱為一宮大明神，《神祇志料》則稱為倭文大明神，當地一般稱為。

## 歷史
神社創建時期雖然不明，不過根據《伯耆民談記》記載，神社在上古時期從出雲國神門郡遷座而來。文獻上最早見於大同3年（808年）的《大同類聚方》，神階方面根據《日本文德天皇實錄》記載，神社在齊衡3年8月5日（856年9月7日）敘為從五位上，天慶3年9月4日（940年10月7日）根據《日本紀略》記載，神社從從三位升至正三位。承曆4年6月10日（1080年6月29日），根據《朝野群載》記載，神社被處以中祓。
平治元年9月29日（1159年11月10日），根據收錄於《安樂壽院古文書》的《太政官牒案》（平安遺文3029號）記載，神社作為安樂壽院內新御塔末社，卻遭到官使和國使等人擅闖以及被徵收國役，不過在美福門院控訴下被叫停，神社變成安樂壽院新御塔領。根據收錄於《永萬文書》，永萬元年（1165年）6月的《神祇官諸社年貢注文》（平安遺文3358號）記載，神社的年貢是莚100張。不過，根據收錄於《安樂壽院古文書》的《安樂壽院領諸莊園所濟注文案》記載，神社在文治4年（1188年）之後，遭到國衙妨礙而無法繳納年貢，安樂壽院的領地也被轉移至河內國田井莊代官。
嘉元4年6月12日（1306年7月23日），根據《昭慶門院領目錄案》（鎌倉遺文22661號）記載，神社是安樂壽院的女院廳分之一，而且根據《玉葉》養和元年8月8日（1181年9月18日）條記載，八條院曾經派遣使者與知行國主九條兼實會面，希望能夠免去神社加納田的賦稅，並且在同年8月11日（9月21日）獲發廳宣免除。正嘉2年（1258年）11月，根據《東鄉莊下地中分繪圖》記載，神社的領地分別涵蓋位於其東北面的那志多、西岸的長江以及北邊面向日本海的宇野。古時社領達1,000石，有80多座末社，不過在大永年間（1521年至1528年）遭到戰火波及，不但社殿被焚毀，社領也遭沒收。
天文23年（1554年），社殿獲尼子晴久重建以及寄進70石領地，其後雖然又再度荒廢，但是在元龜元年（1570年）6月再由南條宗勝重建。天正年間（1573年至1592年），吉川元長進駐神社與羽柴秀吉對峙，期間感受到神威而奉幣至神社。羽衣石城城主南條元續則有感神社荒廢不堪而開始著手重建，不但整理社領，又寄進土地，並且委派居住於長和田村的貝屋勘右衛門和青木三右衛門擔任代官。慶長5年（1600年），社殿再次毀於火災，寬永初期重建，寬永10年（1633年）11月則獲鳥取藩寄進4石9斗2升為社領。元祿7年（1694年），根據《伯陽六社道之記》記載，竹內自安到訪神社，當時社殿已經荒廢，但是仍懸掛「正壱位伯州壱宮大明神」的敕額。寶永2年（1705年），本殿完工，同年獲藩主池田氏奉納白銀10枚。寬保3年（1743年），神社在藩主結婚時奉命祈禱。其後，神社嚴重受損，最終依從往例在伯耆國內收集物資，在文化15年（1818年）完成重建。

## 社格
神社的社格是式內小社、伯耆國一宮、國幣小社和別表神社。根據《延喜式神名帳》記載，神社是伯耆國6座式內社以及河村郡兩座式內社之一，排在首位。一宮方面，銘文為康和5年10月3日（1103年11月4日）的經筒在1915年12月10日於神社境內出土，記載有「伯耆國河村東鄉御坐一宮大明神」（平安遺文金石文163號），《中世諸國一宮制的基礎研究》主張這是神社作為一宮在文獻上首次有記載。根據《式內社調查報告》的說法，以神階敘位以及神祇官謹奏順序，在貞觀9年（867年）之前的伯耆國一宮是波波伎神社，倭文神社在承曆4年（1080年）才確立其一宮的地位。神社一宮的描述也見於平治元年9月29日的《太政官牒案》以及正嘉2年（1258年）11月的《東鄉莊下地中分繪圖》。神社也藏有寫有「正壱位伯州壱宮大明神」的敕額。
在近代社格制度實施後，神社在明治5年（1872年）列為縣社，與神社同名，位於久米郡的倭文神社則在明治4年（1871年）列為鄉社，由於當時仍然無法完全判斷哪一座神社才是一宮，反而讓二宮大神山神社捷足先登，在明治4年便列為國幣小社。1907年2月3日，河村郡的倭文神社獲指定為神饌幣帛料供進社。1915年12月10日，由於河村郡的倭文神社出土了刻有「伯耆國河村東鄉御坐一宮大明神」的經筒，一宮爭論也迎刃而解，河村郡的倭文神社也在1939年11月1日升為國幣小社，久米郡的倭文神社則被視為三宮。1948年9月30日，神社本廳制定「幹部和職員去留相關規定」（役職員進退に関する規程，《規程第15號》），神社列於其中第五條提到的「記載於別表的神社」（別表に掲げる神社）之內，即別表神社。

## 祭神
神社的主祭神是建葉槌命，配神是下照姬命、事代主命、建御名方命、少彥名命、天稚彥命和味耜高彥根命。不過根據《大同類聚方》記載，當時神社的祭神是下照姬命，《一宮巡詣記》、《伯耆民談記》和《神社覈錄》均採用同樣說法，《府縣鄉社明治神社誌料》則指神社的祭神是下照姬命、事代主命、建御名方命、少彥名命、天稚彥命和味耜高彥根命，唯獨沒有提及建葉槌命。下照姬命在當地有很多傳說，在宇野有稱為石船或腰掛岩的岩石，在那裡也有稱為下照姬的化粧水的泉水，加上下照姬命的隨從定居於宮內，所以宮內不少人均相信自己是其後裔。相對地，卻完全沒有關於建葉槌命的傳說。因此，有說法認為神社當初同時以建葉槌命和下照姬命為祭神，在有新的紡織技術傳入下，也就沒有祭祀建葉槌命的必要。
建葉槌命（又稱天羽槌雄神、天羽雷命）的祭神說法源於其為倭文部的祖神，根據《日本書紀》神代下天孫降臨正文的註釋記載有「故加遣倭文神。建葉槌命者則服。」，《先代舊事本紀》卷二神祇本紀也有提及「復令倭文造神天羽槌雄神織文布者。」，《延喜式》神名式上大和國葛下郡則是「葛木倭文坐天羽雷命神社」，也就是說建葉槌命相當於倭文神。《特選神名牒》、《神祇志料》、《神名帳考證》和《神祗寶典》均同樣視建葉槌命為祭神。1925年8月27日，根據《神社明細帳》記載，神社獲准重新供奉建葉槌命，最終建葉槌命在1928年11月20日取代下照姬命成為神社的主祭神，下照姬命則退居配神。
神社信仰上以安產為主，根據神社說法，下照姬命在死去為止也一直致力於指導安產。另外，參道途中有一岩石稱為安產岩，源於祈求安產的婦人在滿願當日回家經過此岩石時順產而來，《伯耆民談記》也指當地婦人就算臨月，也不用圍上腹卷。社殿後方也曾經長有一棵稱為「乳神」神木，其樹齡達600年，由於被認為有改善母乳分泌的效果，因此也有不少人前往參拜，不過在1978年10月時毀於強風。此外作為禁忌，神社不會以綠雉為神饌，推測是源於天稚彥命的傳說，以前甚至視所有鳥類為禁忌，氏子也不吃鳥類，根據《伯耆民談記》記載，如果吃了的話，腦部馬上會發病，也禁止養雞。不過，氏子之間卻口耳相傳在元旦時神社的後山會有雞鳴。

## 境內
- 拜殿
- 神門（隨神門）

根據《府縣鄉社明治神社誌料》記載，神社境內面積達1896坪（約6267.77平方），《鳥取縣神社誌》主張是3915坪（約12942.15平方），《神社名鑑》和《式內社調查報告》均稱是4504坪（約14889.26平方）。本殿建於文化15年（1818年），佔地6坪（約19.83平方），為流造，通殿佔地4坪4合1勺（約14.58平方），祝詞舍佔地5坪（約16.53平方），拜殿佔地26坪2合5勺（約86.78平方），神饌所佔地6坪2合5勺（約20.66平方），隨神門佔地11坪1合（約36.69平方），手水舍佔地2坪4合4勺（約8.07平方），社務所佔地33坪（約109.09平方），寶庫佔地12坪（約39.67平方），制札所佔地3合（約0.99平方），透塀則長24間（約43.64）。另外，境內原本也建有休憩所和神輿庫，前者1976年8月27日被拆毀，後者則1955年遭人縱火而焚毀。此外，神社在明治維新時曾經有攝社早稻田社、藤津社、長江社、北野社、宇野社和宇谷社。

## 祭事
神社的祭事有祈年祭（3月上旬）、前夜祭（4月30日）、例祭（又稱，5月1日）、大祓式（6月30日）和新嘗祭（12月）。其中，前夜祭在晚上7點舉行，首先在拜殿前方舉行湯立儀式，然後在拜殿舉行前夜祭，參道兩旁點燃庭燎，結束後在神社留宿。翌日上午10點舉行例祭，由神社廳的獻幣使誦讀祭詞，隨後由四名小六女生氏子奉納浦安之舞。下午兩點舉行神幸式，由兩座神輿在前，一大一小，大神輿由50名氏子負責，稚兒隊列隨後，一行人向距離神社約300米處的御旅所進發。到達御旅所後，以三方獻上神饌，神饌包括載於高杯的米飯、裝於桶內的神酒和鏡餅，接著是奉幣和誦讀祝詞，然後由神職奉納伯耆的傳統的神樂，需時約二至三小時。
直至室町時代為止，神社均以土器來獻上神饌，在東鄉湖附近有專門製作神社用土器的地方，據傳甚至曾有稱為土師質土器免的田地，推測為基於神社製作土器而來的免田。這些土器據說每次均是用完即棄，煮飯時則使用杵和臼來取火。在江戶時代末期，神社在一年內舉行九種祭事，正月元日祈求寶祚延長、治國平天下、國主安全以及諸民無難，神饌則墊於裏白之上，其餘是山之神祭（正月9日）、播種的神事（3月3日）、例祭（4月1日）、插秧的神事（5月5日）、七夕的神事（7月7日）、新嘗的神事（8月1日）、秋祭（9月9日）和除夜越年的神事（12月31日）。此外，神幸式自吉川元長在天正年間驅逐社人後便沒有舉行，直至至延享2年（1745年）4月才重新舉行，以前由宮內的氏子負責煮飯和載於高杯，鳥取藩家老在神幸祭期間也會派6名足輕，手持鐵砲戒備。神幸式原本有六座神輿、載有米飯的高杯六個以及裝有2合（約0.36公升）酒的酒桶，並且會巡遊各氏子地區，不過在神輿庫遭到縱火時，神輿也付之一炬。

## 文化財
- 伯耆一宮經塚
- 伯耆一宮經塚出土文物

神社境內的伯耆一宮經塚是日本國史跡，其出土文物則是日本國寶。伯耆一宮經塚位於神門內側的東北面一處高約40米的丘陵上，經塚直徑16米，高1.6米，其內部中央處有一石槨，由含有斑晶的安山岩製成，長1.2米，寬0.9米，高0.5米，鋪滿粗沙。1906年前後，自坪井正五郎在伯耆實施調查和舉行講演後，當地捲起挖掘古墳的熱潮，由於經塚附近有金雞會在正月元旦早上啼叫的傳說，加上當地從保安林改為民有林，數十名淺津村村民便在1915年12月25日開始挖掘，並且發現經塚。從經塚石槨內出土銅經筒一個、金銅觀音菩薩立像一尊、銅造千手觀音菩薩立像一尊、銅板線刻彌勒立像一尊、銅鏡兩面、檜扇殘骸、短刀刀子殘骸、瑠璃玉、銅錢兩枚以及漆器殘骸。1935年12月24日，伯耆一宮經塚獲指定為日本國史跡。1951年6月9日，伯耆一宮經塚的出土文物獲指定為重要文化財，1953年3月31日上調為日本國寶。

## 註解
1. ↑  安樂寺位於湯梨濱町大字宇野，乘蓮寺位於湯梨濱町大字宇谷（日语：三橋村 (鳥取県)）[4][5]。
2. ↑  根據《鳥取縣神社誌》記載，神社在承和4年（837）敘為從五位下，不過實際上《續日本後紀》承和4年2月5日（837年3月14日）條並沒有相關記載，《式內社調查報告》推測這是由於神社作為伯耆國一宮，不可能被排除在伯耆的首次神階敘位之中的觀點而致。此外，由於在伯耆國久米郡也有同名神社，因此關於神階的記載誰屬尚未有定論[10]。
3. ↑  根據《大阪府史》記載，田井莊即大阪府松原市田井城、阿保和高見之里（日语：松原町），《角川日本地名大辭典》則指是八尾市內[12]。
4. ↑  那志多即現湯梨濱町宇谷川上游一帶[5]。
5. ↑  長和田即現湯梨濱町大字長和田（日语：花見村）[5]。

## 外部連結
- . 倭文神社.   [2023-02-06]. （原始内容存档于2023-02-06） （日语）.
- . 倭文神社.   [2023-02-06]. （原始内容存档于2022-08-13） （日语）.
- 的Instagram帳戶（日語）
- . 鳥取縣觀光聯盟.   [2023-02-06]. （原始内容存档于2022-12-06） （日语）.
- (PDF). 湯梨濱町觀光協會.   [2023-02-06] （日语）.
- . 全國一之宮巡拜會.   [2023-02-06]. （原始内容存档于2023-02-06） （日语）.